# Mule Kicking
Mule Kicking (em tradução livre, Mula coiceando), é um filme mudo britânico em curta-metragem, realizado em 1887 pelo inventor e fotógrafo Eadweard Muybridge, parte de seu estudo à respeito do movimento. Atualmente, encontra-se em domínio público pela data em que foi realizado. Não se trata de um filme como entendemos hoje, mas de uma sequência de fotografias dispostas de forma a criar a impressão de movimento.

## Sinopse

"Mule Kicking" (1887)

Uma série de imagens fotográficas mostrando a mula Ruth aplicando diversos coices no ar.